# قاعدة كرامر

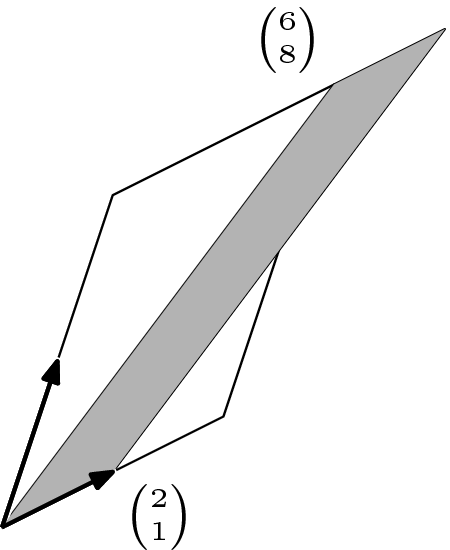
رسم تخطيطي يوضح متوازيات الأضلاع المتداخلة المرتبطة بزوج من المتجهات

في الجبر الخطي، قاعدة كرامر (بالإنجليزية: Cramer's rule)‏ هي مبرهنة تعطي حلحلة لنظام معادلات خطية (أو ما قد يدعى جملة المعادلات الخطية) بدلالة المحددات.
سميت هذه القاعدة هكذا نسبة إلى عالم الرياضيات السويسري غابرييل كرامر (1704-1752)م.
حسابيا تعتبر هذه الطريقة غير فعالة جدا لذلك فهي نادرة الاستخدام سيما في التطبيقات التي تتضمن العديد من المعادلات. ولذلك تستخدم طريقة غاوس عادة في حل جمل المعادلات المتعددة بدلا من قاعدة كرامر.

## الحالة العامة
ليكن نظاما من n معادلة خطية عدد مجاهيله n، مُثل باستعمال المصوففات كما يلي:
{\displaystyle Ax=b}
حيت A مصفوفة مربعة بُعدها هو n × n وحيث محددها غير مساو للصفر وحيث المتجهة {\displaystyle x=(x_{1},\ldots ,x_{n})^{\mathrm {T} }} هي المتجهة المعبرة عن متغيرات هذا النظام. تنص قاعدة كرامر على هذا النظام يقبل حلحلة وحيدة تعطي لكل متغير من متغيراته القيمة التالية:
{\displaystyle x_{i}={\frac {\det(A_{i})}{\det(A)}}\qquad i=1,\ldots ,n}
حيث المصفوفة {\displaystyle A_{i}} حُصل عليها بتعويض العمود i من المصفوفة A بالمتجهة b.

## البرهان
{\displaystyle {\begin{matrix}a_{11}x_{1}+a_{12}x_{2}+\cdots +a_{1n}x_{n}&=&b_{1}\\a_{21}x_{1}+a_{22}x_{2}+\cdots +a_{2n}x_{n}&=&b_{2}\\\vdots &\vdots &\vdots \\a_{n1}x_{1}+a_{n2}x_{2}+\cdots +a_{nn}x_{n}&=&b_{n}.\end{matrix}}}
{\displaystyle x_{j}={\frac {L_{(j)}\cdot \mathbf {b} }{\det(A)}}.}
{\displaystyle {\frac {1}{\det(A)}}M=A^{-1}}

## مثال
ليكن نظام المعادلات الخطية التالي، مكونا من ثلاث معادلات:
{\displaystyle -2x+2y-3z=2}
{\displaystyle -x+y+3z=1}
{\displaystyle 2x-z=-1}
مصفوفة المعاملات هي كما يلي:
{\displaystyle A={\begin{bmatrix}-2&2&-3\\-1&1&3\\2&0&-1\end{bmatrix}}}
أما الجانب الأيمن من هذه المعالات الثلات، فقد يمثل بالمتجهة التالية
{\displaystyle b={\begin{bmatrix}2\\1\\-1\end{bmatrix}}}
نظام المعادلات الثلاث أعلاه قد يكتب إذن كما يلي:
{\displaystyle AX=b}
حيث
{\displaystyle X={\begin{bmatrix}x\\y\\z\end{bmatrix}}}
من أجل حساب قيمة x أو y أو z، ينبغي حساب محدد المصفوفة A. يتم هذا الحساب كما يلي رجوعا إلى صيغة لابلاس :
:
{\displaystyle det(A)={\begin{vmatrix}-2&2&-3\\-1&1&3\\2&0&-1\end{vmatrix}}=-2{\begin{vmatrix}1&3\\0&-1\end{vmatrix}}-2{\begin{vmatrix}-1&3\\2&-1\end{vmatrix}}+-3{\begin{vmatrix}-1&1\\2&0\end{vmatrix}}}
إذن
{\displaystyle det(A)=18}
من أجل حساب قيمة x، يحصل على المصفوفة التالية (بتعويض العمود الأول بالمتجهة b):
{\displaystyle A_{x}={\begin{bmatrix}2&2&-3\\1&1&3\\-1&0&-1\end{bmatrix}}}
ينبغي حساب محدد {\displaystyle A_{x}} كما يلي: {\displaystyle det(A_{x})=-9}
{\displaystyle x={\frac {\det(A_{x})}{\det(A)}}=-9/18=-1/2}
بنفس الطريقة تحسب y و z.

## ايجاد المصفوفة العكسية
لتكن مصفوفة A بُعداها هما n × n.
{\displaystyle A\,\operatorname {adj} A=(\operatorname {adj} A)\,A=\operatorname {det} (A)I}
حيث {\displaystyle \operatorname {adj} A} يشير إلى المصفوفة المصاحبة لهذه المصفوفة وحيث {\displaystyle \operatorname {det} (A)} هو محددها وI هي مصفوفة الوحدة.
إذا كان محدد المصفوفة A غير مساو للصفر، فإنها قابلة للعكس ومعكوستها تُحسب كما يلي:
{\displaystyle A^{-1}={\frac {1}{\operatorname {det} (A)}}\operatorname {adj} (A).}